# Musa Nastujev
Musa Nastujev (* 22. ledna 1976 Nalčik) je bývalý ruský zápasník–judista a sambista balkarské národnosti, který od roku 2001 reprezentoval Ukrajinu.

## Sportovní kariéra
Začínal se sambem v Nalčiku ve 12 letech pod vedením Muchameda Emkuževa. V ruské seniorské judistické reprezentaci se objevil poprvé v roce 1997 jako student Adygejské státní univerzity v Majkopu. V konkurenci Islama Macijeva se však v pololehké váze do 66 kg neprosazoval. Když v roce 1999 hostoval na Ukrajině za Dněpropetrovský klub Tajfun, přijal nabídku startovat za Ukrajinu. Olympijské hry v Sydney v roce 2000 však nestihl, protože ruská strana nedala k jeho odchodu svolení. Reprezentovat Ukrajinu mohl až po dvou letech. Při své premiéře na velké akci mistrovství světa v Mnichově v roce 2001 obsadil druhé místo. V roce 2004 se kvalifikoval na olympijské hry v Athénách, ale nevyladil formu a vypadl v úvodním kole s Portugalcem João Pinou. Od roku 2005 vypadl z ukrajinské reprezentace a vrátil se zpátky do Ruské federace.

## Výsledky
| Turnaj             | 2001           | 2002           | 2003           | 2004           |
| Turnaj             | 25             | 26             | 27             | 28             |
| Turnaj             | pololehká váha | pololehká váha | pololehká váha | pololehká váha |
| ------------------ | -------------- | -------------- | -------------- | -------------- |
| Olympijské hry     |                |                |                | úč.            |
| Mistrovství světa  | 2.             |                | úč.            |                |
| Mistrovství Evropy | —              | 3.             | úč.            | 5.             |